# Šime Đodan
Šime Đodan (Rodaljice, 27 december 1927 - Dubrovnik, 2 oktober 2007) was een Kroatische politicus. Hij diende twee termijnen in het Kroatische Parlement en vervulde in 1991 kortstondig de functie van Minister van Defensie in Kroatië.

## Biografie
Šime Đodan werd geboren op 27 december 1927 in het dorp Rodaljce (onderdeel van de gemeente Benkovac), in het Koninkrijk der Serven, Kroaten en Slovenen.
In 1960 studeerde Đodan af van de rechtenfaculteit van de Universiteit van Zagreb. In 1965 behaalde Đodan een doctoraat aan de economische faculteit in Zagreb. Hij maakte deel uit van het bestuur van Matica Hrvatska van 1967 tot 1971, hij was eveneens economisch secretaris van dit instituut.
Hij werd tot zes jaar gevangenisstraf in Joegoslavië veroordeeld voor zijn rol in de Kroatische Lente. Na zijn straf werd hij in 1991 professor aan de rechtenfaculteit in Zagreb.
Đodan publiceerde verschillende boeken over economie. De onderwerpen waren onder meer de economische situatie in Kroatië, het produceren van goederen en diensten en economische ontwikkeling.

## Politiek
Šime Đodan zat twee termijnen in het Kroatische parlement.  Zijn eerste termijn was van 1990 tot 1992 en zijn tweede termijn van 1992 tot 1995.
Đodan vervulde van 2 juli 1991 tot 17 juli 1991 de functie van Minister van Defensie in Kroatië.
Hij was van 1991 tot 1992 voorzitter van Matica Hrvatska en maakte in die tijd ook deel uit van het bestuur van de Kroatische Democratische Unie.
Zijn politieke loopbaan werd gekenmerkt door controverse. Het meest bekende schandaal waren zijn opmerkingen, die hij in augustus 1991 maakte, over de Serven waarbij hij opmerkte dat ze "kleinere hersenen" en "puntige hoofden" hadden.

## Overlijden
Šime Đodan overleed op 2 oktober 2007, op 79-jarige leeftijd, in een ziekenhuis in Dubrovnik na een lang ziektebed. Hij is op 5 oktober 2007 begraven in Dubrovnik.
- Gemeinsame Normdatei: 129207306
- International Standard Name Identifier: 0000 0000 5149 5868
- Library of Congress Control Number: nr92013374
- Nederlandse Thesaurus van Auteursnamen: 256076081
- Système universitaire de documentation: 067038409
- Virtual International Authority File: 42910324
- WorldCat: E39PBJcgwCjD7JqVkpfwyMDpfq